# Amblyodipsas ventrimaculata
Amblyodipsas ventrimaculata – gatunek jadowitego węża z podrodziny aparalakt (Aparallactinae) w rodzinie gleboryjcowatych (Atractaspididae).
Najdłuższa zanotowana samica mierzyła 44,5 centymetra, samiec 30,5 centymetra.
Występują w Afryce Południowej na pustyni Kalahari, na terenie następujących państw: Angola, Botswana, Namibia, RPA (prowincja Limpopo), Zambia i  Zimbabwe.